# وادي قنا
وادي قنا هو أحد الأودية الجافة في الصحراء الشرقية في مصر ينحدر في اتجاه معاكس لانحدار نهر النيل من الشمال إلى الجنوب ويبدأ من جنوب جبل الجلالة القبلية عند دائرة عرض 28 درجة شمالا ويصب في مدينة قنا الجديدة عند دائرة عرض 26 درجة شمالا بطول يقارب الـ 300 كيلومتر ويتراوح عرض الوادي من 5 إلى 50 كيلومتر، وتنمو فيه بعض الحشائش البرية مثل الحنظل.

## المناخ
على الرغم من أن المناخ في محيط الوادي جاف ونادر المطر لكنه وفي بعض السنوات يحدث هطول غزير للأمطار على منابع هذا الوادي فتصير سيولا قوية تتقدم تجاه مدينة قنا وتهدد الأرواح والمباني المبنية في طريق هذه السيول. كما حدث في أكتوبر عام 1954 وتم بعدها بعام إنشاء ترعة السيل في قنا.

## الروافد
من روافد هذا الوادي المهمة وادي حماد ووادي الاطرش اللذان ينبعان من جبل أبو دخان وجبل الكطار غرب الغردقة، ويكمل الوادي مسيرته نحو الجنوب ويتسع مجراه حيث ينتهي إليه عدة وديان عريضة منها وادي أم سلمات ووادي الجارية من الشرق ووادي الشهدين من الغرب.
لكن عموما تعد الروافد الشرقية هي المهمة لأنها تأتي اليه بالماء والسيول خاصة عند هبوب عواصف رعدية ممطرة.

## الحياة النباتية
على الرغم من أن المناخ في الوادي جاف ونادر المطر لكن هناك بعض النباتات التي تنمو على طول مجراه والتي تكيفت مع هذا الوضع من النباتات نبات السلة وهو نبات عشبي شوكي تتغذى الإبل على أوراقه في الشتاء، كذلك تنمو بعض النباتات الأخرى مثل الحنظل والرطريط، وعادة ما تنمو النباتات الدائمة في مجرى الوادي حول الآبار مثل بئر أم عميد في الشمال وبئر أم العباس في الوسط وبئر عراس في الجنوب والذي يعد اغنى مناطق الوادي في الحياة النباتية.